# Poncarale Flero
Poncarale Flero era il nome di un comune della provincia di Brescia (Lombardia), esistito dal 1927 al 1956.

## Storia
Il comune di Poncarale Flero fu creato nel 1927 unendo i comuni di Flero e Poncarale.
Il comune fu soppresso nel 1956, e al suo posto furono ricostituiti i comuni preesistenti di Flero e Poncarale.

## Amministrazione
| Periodo           | Periodo           | Primo cittadino  | Partito              | Carica  | Note  |
| ----------------- | ----------------- | ---------------- | -------------------- | ------- | ----- |
| 2 maggio 1945     | 31 marzo 1946     | Angelo Buizza    | Democrazia Cristiana | Sindaco | [ 2 ] |
| 31 marzo 1946     | 10 settembre 1946 | Gianni Buizza    | Democrazia Cristiana | Sindaco | [ 2 ] |
| 10 settembre 1946 | 1956              | Eugenio Modonesi | Democrazia Cristiana | Sindaco | [ 2 ] |